# Renegades (álbum)
Renegades (en español: Renegados) es el cuarto disco de estudio y un álbum tributo de la banda Rage Against the Machine, que consiste íntegramente de canciones de otros grupos (cover) tales como Minor Threat, MC5, The Rolling Stones, Cypress Hill y Devo. Fue lanzado el 5 de diciembre de  2000, un tiempo después de que Zack de la Rocha anunciara que dejaba al grupo. Después del lanzamiento de Renegades, el resto del grupo se unieron con el exvocalista de Soundgarden, Chris Cornell, para formar el supergrupo Audioslave. Rage Against the Machine tuvo de todos modos, otro disco, Live at the Grand Olympic Auditorium, un disco póstumo que contiene las canciones de los dos últimos conciertos que realizaron como banda. 
La versión europea de este disco contiene la canción Kick out the Jams y How I Could Just Kill A Man (con Cypress Hill) de regalo, tocada durante esos conciertos en Los Ángeles.
La portada del disco es una parodia, o tal vez un homenaje al icono de arte pop “LOVE” (Amor) de Robert Indiana. 
La portada tiene dos versiones, una con las letras rojas y el fondo negro y azul, y el otro con color verde en sustitución del azul.

## Lista de canciones
Todas las pistas producidas por Rick Rubin, excepto The Ghost of Tom Joad, producida por Brendan O' Brien.
(Artistas originales entre paréntesis)
1. «Microphone Fiend» (5:02, Eric B and Rakim: Follow the Leader)
2. «Pistol Grip Pump» (3:18, Volume 10 )
3. «Kick out the Jams» (3:11, MC5: Kick Out The Jams)
4. «Renegades of Funk» (4:35, Afrika Bambaataa: Planet Rock - The Album)
5. «Beautiful World» (2:35, Devo: New Traditionalists)
6. «I'm Housin'» (4:56, EPMD: Strictly Business)
7. «In my Eyes» (2:54, Minor Threat)
8. «How I Could Just Kill a Man» (4:04, Cypress Hill)
9. «The Ghost of Tom Joad» (5:38, Bruce Springsteen: The Ghost of Tom Joad)
10. «Down on the Street» (3:39, The Stooges: Fun House)
11. «Street Fighting Man» (4:42, Rolling Stones: Beggars Banquet)
12. «Maggie's Farm» (6:54, Bob Dylan: Bringing It All Back Home)
13. «Kick out the Jams» (Live at The Grand Olympic Auditorium [Bonus Track (Europa)]) (4:31, MC5: Kick Out The Jams)
14. «How I Could Just Kill a Man» (Live at The Grand Olympic Auditorium [Bonus Track (Europa)], Including vocals from Cypress Hill) (5:13, Cypress Hill)

## Créditos
- Rage Against the Machine - Productor, Dirección Artística
- Zack de la Rocha - Vocalista, Lírica
- Tom Morello - Guitarra
- Tim Commerford - Bajo
- Brad Wilk - Baterías

## Posicionamiento

### Álbum
| Año de publicación | Título / Portada | Listas              | Posición |
| 2000               | Renegades        | The BillBoard 200   | No.14    |
| 2000               | Renegades        | Top Canada Albums   | No.13    |
| 2000               | Renegades        | Top Internet Albums | No.14    |

### Sencillos
| Año de publicación | Sencillo                    | Listas                 | Posición |
| 2000               | How I Could Just Kill a Man | Mainstream Rock Tracks | No.39    |
| 2000               | How I Could Just Kill a Man | Modern Rock Tracks     | No.37    |

- Datos: Q1122516